# Lutjanus papuensis
Lutjanus papuensis là một loài cá biển thuộc chi Lutjanus trong họ Cá hồng. Loài này được mô tả lần đầu tiên vào năm 2013.

## Từ nguyên
Từ định danh papuensis được đặt theo tên của tỉnh Tây Papua (hậu tố ensis chỉ nơi chốn trong tiếng Latinh), do loài cá này được thu thập đầu tiên ở vịnh Cenderawasih.

## Phạm vi phân bố và môi trường sống
L. papuensis mới chỉ được quan sát và ghi nhận tại tỉnh Tây Papua (Indonesia); đảo Manus và tỉnh Milne Bay (Papua New Guinea); các đảo Santa Isabel, Malaita, New Georgia thuộc quần đảo Solomon, cũng như tại Đông Timor.
L. papuensis được thu thập trên các rạn san hô ở độ sâu khoảng 6–15 m.

## Mô tả
Chiều dài cơ thể lớn nhất được ghi nhận ở L. papuensis là 26 cm. Loài này thường có màu nâu nâu, đôi khi phớt xanh lam hoặc tím nhạt ở thân trên, vây lưng và vây đuôi. Thân dưới và bụng màu vàng, nhưng vùng ngực và dưới đầu có màu đỏ cam (phần đầu có vảy có màu vàng cam nhạt). Vây bụng và vây hậu môn màu vàng tươi. Vây ngực trong mờ, phớt vàng với đốm đen lớn ở gốc các tia trên cùng. 
Số gai ở vây lưng: 10; Số tia vây ở vây lưng: 13; Số gai ở vây hậu môn: 3; Số tia vây ở vây hậu môn: 8; Số tia vây ở vây ngực: 17; Số vảy đường bên: 47–48.

## So sánh
Qua phân tích tiểu đơn vị cytochrome c oxidase I của DNA ty thể, người ta nhận thấy L. papuensis tạo thành nhóm chị em với Lutjanus bitaeniatus và Lutjanus lemniscatus. Tuy nhiên, cả 3 đều có sự khác biệt rõ rệt về kiểu hình.
Lutjanus lunulatus lại có kiểu hình khá giống với L. papuensis, đặc biệt là vùng màu vàng ở thân dưới và các vây ở đó, nhưng L. lunulatus khác biệt bởi có thêm một vệt đen lớn hình lưỡi liềm trên vây đuôi. Ngược lại, kiểu gen của L. papuensis lại khác hẳn so với L. lunulatus.